# 비대격동사
현대 언어학(linguistics)에서 비대격동사(unaccusative verb)는 자동사(intransitive verb)로, 주어(grammatical subject)는 의미상 행위자(semantic agent)가 아니다. 즉 주어는 능동적으로(actively) 동사가 의미하는 행위를 주도하거나 원인이 되는 것이 아니다.
비대격동사의 주어는 의미상 타동사(transitive verb)의 직접목적어(direct object)나 수동태(passive voice) 동사의 주어와 비슷하다.
영어로 예를 들면 "the tree fell" 혹은 "the window broke"와 같다. 이들 문장에서 행위(falling, breaking)는 주어가 주도하여 하는 일이 아니라 주어에게 발생한 일들로 간주된다. 의미상, "the tree fell"에서의 "tree"의 역할은 타동사 문장 "they cut down the tree" 혹은 그 수동태 문장 "the tree was cut down"에서의 역할과 비슷하다.
따라서 비대격동사는 'run' 혹은 'resign'과 같은 비능격동사(unergative verb)와 반대되는 개념이다. 비능격동사는 주어가 주도적이고 자발적으로(voluntarily) 수행하는 행동을 묘사한다. 비능격동사가 비대격(unaccusative)이라고 지칭되는 것은, 주어가 피동작주(patient)의 의미역(theta role, semantic role)을 가지고 있으나 대격(accusative case)으로 지정되지는 않기 때문이다.

주격-대격 정렬(nominative–accusative language)에서, 타동사 직접목적어 성격을 띠는 대격은 보통 비의지항(non-volition argument) 혹은 피동작주를 표현한다. 그러나 비대격동사는 주어가 비의지적이지만 대격의 특성을 띠지 않는다.
캘리포니아대학교 샌디에이고 캠퍼스(University of California, San Diego)의 펄머터(David M. Perlmutter)는 'slide'와 같은 동사는 행위가 비자발적(involuntary)인지 자발적(voluntary)인지에 따라 비대격일 수도 비능격일 수 있다고 지적한다.
'비대격동사(unaccusative verb)'라는 용어는 펄머터의 1978년 연구에서 처음 사용되었다. 펄머터는 언어학자 풀럼(Geoffrey K. Pullum)에게 '비대격(unaccusative)'과 '비능격(unergative)'이라는 용어를 고안한 공을 돌렸다.

## 비대격성 여부 시험
상술하였듯, 자동사의 비대격/비능격 구분은 의미적으로 특징짓는다. 비대격동사는 상태(state)나 위치(location)의 완료변화(telic change)나 동작변화(dynamic change)를 표현하는 경향이 있다. 반면, 비능격동사는 의도하는 움직임(directed movement)은 없는 동작주 활동(agentive activity)을 표현하는 경향이 있다. 이러한 특성들이 비대격과 비능격 동사류를 정의하는 중요한 요소이나, 상태가 불분명한 중간적인 성격의 동사류도 있다. 예를 들어, 존재(existence), 양상(appearance), 지속(continuation) 동사, 비통제 과정(uncontrolled processes) 의미의 동사, 동작동사(motion verb)가 있다.
비대격성을 판단하는데 있어 많은 통사론적 기준(syntactic criteria)이 있다. 유명한 기준은 두 개의 다른 시제조동사(temporal auxiliary) 'have'와 'be'에 해당하는 단어들을 사용하는 언어들에서 보이는 조동사 선택(auxiliary selection)이다. 시제조동사는 분석적 과거형(analytic past verb form)과 완료동사형(perfect verb form)에 사용된다. 독일어(German), 네덜란드어(Dutch), 프랑스어(French), 이탈리아어(Italian) 등이 이에 해당하며, 근세영어(Early Modern English)도 이에 해당한다.
이러한 언어들에서 비대격동사는 'be'와 결합하지만 비능격동사에서는 'have'와 결합한다.
프랑스어:
비대격 : Je suis tombé. 영어로 직역하면 "I am fallen." (실제 영어 "I have fallen.")
비능격 : J'ai travaillé. "I have worked."
이탈리아어:
비대격 : È arrivato. 영어로 직역하면 "[He] is arrived." (실제 영어 "He has arrived.")
비능격 : Ha telefonato. "[He] has phoned."
그러나 한 언어에서 다른 언어에 이르기까지, 각 언어마다 같은 의미의 동사라도 항상 같은 조동사를 취하는 것은 아니며, 한 언어 내 같은 한 동사조차 의미나 상황에 따라, 혹은 의미상 차이 없이, 혹은 방언 차이에 따라 각각 다른 조동사를 사용하기도 한다.). 따라서 조동사 선택 기준도 비대격과 비능격을 분류하는 중요한 요소(여러 언어들에 있어 거의 차이 없이 적용됨)과 되며, 지엽적인 요소(각종 변형과 배경이 영향을 줌)를 보이기도 한다.
다른 기준으로는 수동화(passivization)(비인칭 수동태(impersonal passive voice) 참조), 이탈리아어의 'ne' 접어화(cliticization) 및 프랑스어의 'en' 접어화, 기타 여러 언어에서 보이는 비인칭구문(impersonal construction), 분사구문(participial construction), 결과구문(resultative construction)이 있다.
예를 들어, 네덜란드어와 터키어에서 비능격동사는 비인칭 수동태구문(impersonal passive construction)에 사용되지만 비대격동사는 사용할 수 없다. 네덜란드어의 아래 예시에서 동사는 비능격이며 자발적인 행동(voluntary action)을 표현하면서도 수동형으로 만들 수 있다.
Er wordt hier veel geskied.
"A lot of skiing is done here." (영어로 직역하면 "it is skied much here")
그러나 "The concert lasted a long time"와 같은 비대격동사 문장은 수동형을 만들 수 없다.
일본어에서, 통사론적 규칙에 어긋나는 문장의 문법성(grammaticality)은 비대격동사의 존재를 보여준다. 문법의 변형생성모형(transformational model of grammar)에 의하면, 이러한 문장은 직접목적어 자리에 흔적(trace)을 남긴다. 이러한 흔적은 수량사(numeral quantifier)와 수량사가 바꾸는 명사구(noun phrase) 간의 상호 c-커맨드(c-command) 조건을 충족시킨다(Tsujimura, 2007).

## 영어의 비대격성
현대 영어는 완료조동사 'have'만을 사용하나, 고어에는 'He is fallen/come'과 같은 문장도 사용하였다. 이는 이전 시기 영어에서 비대격동사 'be'의 사용이 있었음을 보여준다.
따라서 영어에서의 비대격동사를 구분하는 기준은 다르다. 예를 들어, 대부분의 비대격동사는 비대격동사의 주어를 직접목적어 자리로 옮겨 타동사구문으로 만든다.
틀:Maroon melted. ≈ The sun melted 틀:Maroon.
틀:Maroon broke. ≈ The golf ball broke 틀:Maroon.
비대격동사의 과거분사(past participle)는 능동(active) 의미로 주격 한정어(nominal modifier)로 사용하는 반면, 비능격동사의 과거분사는 사용할 수 없다.
비대격 : the melted snow, the departed guests, the fallen soldiers
비능격 : *the shouted victim, *the slept child, *the hesitated leader
결국, 비대격동사의 주어는 결과적 부가어(resultative adjunct)에 의해 한정(modify)된다. 이는 직접목적어와 수동태 주어에도 해당하지만, 비능격동사 주어와 타동사 주어는 한정되지 못한다.
비대격동사 주어 : 틀:Maroon broke into pieces.
직접목적어 : John broke 틀:Maroon into pieces.
수동태 주어 : 틀:Maroon was broken into pieces.
비능격동사 주어 : *John dined full/to death/two pounds heavier.
타동사 주어 : *John ate 틀:Maroon full/to death/two pounds heavier.
영어에서 '죽다(die)', '떨어지다/넘어지다(fall)', '도착하다(arrive)'는 비대격동사로 분류되어 왔으나, 다브로슈카(A. Dąbrowska)의 2016년 논문에서는 'die'를 '비대격동사에 부적합한 사례(Unaccusative Mismatch)'라고 꼽았다. 이유는 'die'가 다음과 같은 역할을 하기 때문이다.
일부 기준에서는 비대격동사로 사용, 예 : (!)There laughed a girl in the room (비능격) vs. There appeared 틀:Maroon on the scene (비대격) vs. There died 틀:Maroon;
그러나 다른 경우 비능격동사로 사용, 예 : 틀:Maroon died vs. (!)The soldier died 틀:Maroon.

## 예시
펄머터(Perlmutter)의 1978년 연구에서는 비대격동사 유형들이 제시되어 있다. 펄머터는 다음 범주들은 한정사(definitive)가 아니지만 대체형 분류는 가능하다고 강조한다.
(a) 형용사를 첨가한 be 동사 :
be heavy, be red 등.
(b) 주어가 의미상 피동작주(patient)인 경우 :
(i) burn, fall, sink, float, flow, slip, slide, shake, stumble, succumb, boil, dry, sway, wave, lie (비자발적), bend (비자발적)
(ii) melt, freeze, evaporate, solidify, darken, rot, wither, collapse, break, increase, germinate, die, suffocate, crack, split, disappear, disperse, explode
(c) 존재(existing), 발생(happening) 의미 서술어 :
exist, happen, occur, arise, ensue, turn up
(d) 모습(appearance), 소리(sound), 냄새(smell) 등에 관한 비자발적 동사(Non-voluntary verb) :
shine, sparkle, clink, snap (비자발적), pop, smell (나쁜 냄새), stink
(e) 상 관련 서술어(Aspectual predicates) :
begin, start, stop, continue, end
(f) 계속상(Duratives) 관련 동사 :
last, remain, stay, survive
펄머터는 일부 동사들은 비대격동사절이나 비능격동사절에서 사용할 수 있다고 지적한다. 행위가 고의적(deliberated)이거나 자발적(willed)이면, 절은 비능격에 해당한다.
The figurine stood on this table. – (비대격)
The children stood on this table. – (비능격)

## 최근 발전
일련의 원칙들로부터 비대격구문 주요 특성이 유래한 것은, 펄머터의 1978년 세미나 연구(cf. Burzio 1986 and Hale-Keyser 2003 for landmark proposals) 이래로, 현대 통사론(syntax)의 의제들 중에서도 최상급의 주제들 중 하나이다. 특히, 최초의 접근은 영어 수동태구문과 비대격구문 간의 유사성이 되는 중요한 결과에 이르렀다. 반면, 두번째 접근에서는 1997년 모로(Moro)의 연구에서 제안된 계사(copula)가 들어간 문장에서 유래한 허사(syntactic expletive) 'there'의 분석에 근거하여 급진적인 이론이 제안되었다.

## 같이 보기
- 결합가
- 능격동사
- 대격동사
- 비능격동사
- 주격-대격 정렬